# Trichoncus sordidus
Trichoncus sordidus är en spindelart som beskrevs av Simon 1884. Trichoncus sordidus ingår i släktet Trichoncus och familjen täckvävarspindlar. Inga underarter finns listade i Catalogue of Life.